# Temporada da AFL de 1966
A Temporada de 1966 da AFL foi a sétima temporada regular da American Football League e uma das últimas antes da fusão AFL-NFL. Neste ano, começariam em definitivo as conversas de fusão com a National Football League, que só aconteceria em 1970.
Esta foi a temporada de estréia do Miami Dolphins. Com isso, a AFL passaria a ter 9 times.
A temporada terminou quando o Kansas City Chiefs derrotou o Buffalo Bills na AFL Championship Game, e depois foi enfrentar o Green Bay Packers, campeão da National Football League, no primeiro AFL-NFL World Championship Game, que viria a ser conhecido como Super Bowl.

## Corrida pela divisão
A AFL tinha 9 times, agrupados em duas divisões. Cada time jogava uma partida como mandante e outra como visitante contra os outros 7 times da liga, totalizando assim 14 jogos na temporada e o melhor time de cada divisão se enfrentaria na final. Se houvesse um empate, aconteceria um pequeno playoff para ver quem levaria a divisão.
| Semana | EASTERN   |       | WESTERN          |        |
| ------ | --------- | ----- | ---------------- | ------ |
| 1      | HOUSTON   | 1-0-0 | Empate (Oak, SD) | 1-0-0  |
| 2      | HOUSTON   | 2-0-0 | Empate (KC, SD)  | 2-0-0  |
| 3      | N.Y. JETS | 2-0-0 | Empate (KC, SD)  | 2-0-0  |
| 4      | N.Y. JETS | 3-0-0 | Empate (KC, SD)  | 3-0-0  |
| 5      | N.Y. JETS | 3-0-1 | SAN DIEGO        | 4-0-0  |
| 6      | N.Y. JETS | 4-0-1 | Empate (KC, SD)  | 4-1-0  |
| 7      | N.Y. JETS | 4-1-1 | SAN DIEGO        | 4-1-1  |
| 8      | N.Y. JETS | 4-2-1 | KANSAS CITY      | 5-2-0  |
| 9      | BOSTON    | 4-2-1 | KANSAS CITY      | 6-2-0  |
| 10     | BUFFALO   | 5-3-1 | KANSAS CITY      | 7-2-0  |
| 11     | BUFFALO   | 6-3-1 | KANSAS CITY      | 8-2-0  |
| 12     | BUFFALO   | 7-3-1 | KANSAS CITY      | 8-2-1  |
| 13     | BUFFALO   | 8-3-1 | KANSAS CITY      | 9-2-1  |
| 14     | BOSTON    | 7-3-2 | KANSAS CITY      | 9-2-1  |
| 15     | BOSTON    | 8-3-2 | KANSAS CITY      | 10-2-1 |
| 16     | BUFFALO   | 9-4-1 | KANSAS CITY      | 11-2-1 |

## Classificação
Antes do começo desta temporada, a fusão AFL-NFL foi anunciada, com ambas as ligas comcordando que os campeões se enfrentassem no chamado AFL-NFL World Championship Game (Super Bowl) em janeiro de 1967.
Além disso, o Miami Dolphins se juntou a AFL neste ano.
| Eastern Division |   |    |   |      |     |     |
| Time             | V | D  | E | PCT  | PF  | PS  |
| *Buffalo Bills   | 9 | 4  | 1 | .692 | 358 | 255 |
| Boston Patriots  | 8 | 4  | 2 | .677 | 315 | 283 |
| New York Jets    | 6 | 6  | 2 | .500 | 322 | 312 |
| Houston Oilers   | 3 | 11 | 0 | .214 | 335 | 396 |
| Miami Dolphins   | 3 | 11 | 0 | .214 | 213 | 362 |

| Western Division    |    |    |   |      |     |     |
| Time                | V  | D  | E | PCT  | PF  | PS  |
| *Kansas City Chiefs | 11 | 2  | 1 | .846 | 448 | 276 |
| Oakland Raiders     | 8  | 5  | 1 | .615 | 315 | 288 |
| San Diego Chargers  | 7  | 6  | 1 | .538 | 335 | 284 |
| Denver Broncos      | 4  | 10 | 0 | .286 | 196 | 381 |

* — Qualificado para o Championship Game.

## Playoffs
- AFL Championship Game
  - Kansas City Chiefs 31, Buffalo Bills 7, 1 de janeiro de 1967, War Memorial Stadium, Buffalo, Nova Iorque

- Super Bowl I
  - Green Bay Packers (NFL) 35, Kansas City Chiefs (AFL) 10, no Los Angeles Memorial Coliseum, Los Angeles, Califórnia